# Brontypena ochrocuprea
Brontypena ochrocuprea är en fjärilsart som beskrevs av Arnold Pagenstecher 1894. Brontypena ochrocuprea ingår i släktet Brontypena och familjen nattflyn. Inga underarter finns listade i Catalogue of Life.